# Ембер Бенсон
Ембер Ніколь Бенсон (англ. Amber Nicole Benson; нар. 8 січня 1977, Бірмінгем, Алабама, США) — американська акторка, режисер і сценарист.

## Біографія
Вона є найбільш відомою за її роль Тари Маклей в серії «Баффі — переможниця вампірів». Вона також грала у фільмах «Шанс» і «Коханці, брехуни та божевільні», де була також режисером і продюсером.
Вона знялася у серіалах «Приватна практика», «Анатомія Грей» та інші.
Бенсон також пише романи і комікси, в основному у співпраці з Крістофером Голденом.

## Особисте життя
З 2007 року проживає в Лос-Анджелесі. Бенсон колишня вегетаріанка. З березня 2009 року зустрічається з Адамом Бушом, який зіграв Воррена в «Баффі — переможниця вампірів».

## Фільмографія

### Кіно
| Рік  | Назва                          | Оригінальна назва         | Роль                        | Примітки               |
| ---- | ------------------------------ | ------------------------- | --------------------------- | ---------------------- |
| 1993 | Захоплення                     | The Crush                 | Шаєнн                       |                        |
| 1993 | Король гори                    | King of the Hill          | Елла Мак-Шейн               |                        |
| 1994 | Японський городовий            | S.F.W.                    | Бабс (Барбара) Вайлер       |                        |
| 1994 | Уявні злочини                  | Imaginary Crimes          | Маргарет                    |                        |
| 1995 | Кохання, прощавай              | Bye Bye Love              | Мег Даміко                  |                        |
| 1998 | Не можу дочекатися             | Can't Hardly Wait         | Стефані                     |                        |
| 2000 | Шахраї                         | The Prime Gig             | Бетдівчина                  |                        |
| 2001 | Кафе «Донс Плам»               | Don's Plum                | Емі                         |                        |
| 2001 | Голлівуд, штат Пенсільванія    | Hollywood, Pennsylvania   | Менді Калхун                |                        |
| 2002 | Табу                           | Taboo                     | Пайпер                      |                        |
| 2002 | Шанс                           | Chance                    | Ченс                        | сценаристка, режисерка |
| 2003 | Останні дні                    | Latter Days               | Трейсі Левін                |                        |
| 2005 |                                | Intermedio                | Барбі                       |                        |
| 2005 |                                | Race You to the Bottom    | Меггі                       |                        |
| 2006 | Коханці, брехуни та божевільні | Lovers, Liars & Lunatics  | Джастін                     | сценаристка, режисерка |
| 2007 | Грифон                         | Gryphon                   | принцеса Амелія Локлендська |                        |
| 2007 |                                | Simple Things             | Саллі                       |                        |
| 2007 | Поцілуй наречену               | Kiss the Bride            | Еллі                        |                        |
| 2008 | Строго сексуально              | Strictly Sexual           | Донна                       |                        |
| 2008 |                                | The Blue Tooth Virgin     | Дженніфер                   |                        |
| 2008 | Одноокий монстр                | One-Eyed Monster          | Лаура                       |                        |
| 2009 | Подорож вперед                 | Tripping Forward          | Гвен                        |                        |
| 2010 | Дрони                          | Drones                    |                             | співрежисерка          |
| 2010 | Смертельна образа              | The Killing Jar           | Норін                       |                        |
| 2010 | Інший місяць урожаю            | Another Harvest Moon      | Гретхен                     |                        |
| 2011 |                                | Act Your Age              | Джулія                      |                        |
| 2012 |                                | Dust Up                   | Елла                        |                        |
| 2015 |                                | Desire Will Set You Free  | Джейн                       |                        |
| 2016 |                                | Apartment 407             | Хлоя                        |                        |
| 2018 | Будинок демонів                | House of Demons           | Мая                         |                        |
| 2018 |                                | Glossary of Broken Dreams | Пфефферкаррі Мак-Кормік     |                        |
| 2018 |                                | The Griddle House         | Тіні                        |                        |
| 2019 |                                | The Nightmare Gallery     | Саманта Ренд                |                        |
| 2024 | Я бачила телевізійне сяйво     | I Saw the TV Glow         | мама Джонні Лінка           |                        |

### Телебачення
| Рік        | Назва                        | Оригінальна назва                    | Роль               | Примітки                                         |
| ---------- | ---------------------------- | ------------------------------------ | ------------------ | ------------------------------------------------ |
| 1993       | Джек Рід: Знак пошани        | Jack Reed: Badge of Honor            | Ніколь Рід         | телефільм                                        |
| 1994       |                              | Jack Reed: A Search for Justice      | Ніколь Рід         | телефільм                                        |
| 1995       |                              | Jack Reed: One of Our Own            | Ніколь Рід         | телефільм                                        |
| 1996       | Партнери                     | Partners                             | Пем                | 1 епізод                                         |
| 1998       | Земля обітована              | Promised Land                        | Емі Фарнсворт      | 1 епізод                                         |
| 1999       |                              | Cracker                              | Емі                | 1 епізод                                         |
| 1999–2002  | Баффі — переможниця вампірів | Buffy the Vampire Slayer             | Тара Маклай        | повторювана роль (сезони 3-4), головна (сезон 6) |
| 2001       |                              | The Enforcers                        | Еббі               | мінісеріал                                       |
| 2004       | Мертва справа                | Cold Case                            | Джулія Гофман      | 1 епізод                                         |
| 2005       |                              | The Inside                           | Еллісон Девіс      | 1 епізод                                         |
| 2006       |                              | Holiday Wishes                       | Денні Гартфорд     | телефільм                                        |
| 2006, 2011 | Надприродне                  | Supernatural                         | Ленор              | 2 епізоди                                        |
| 2008       |                              | 7 Things to Do Before I'm 30         | Лорі Медісон       | телефільм                                        |
| 2008       |                              | Long Island Confidential             | Ліз                | телефільм                                        |
| 2009       | Приватна практика            | Private Practice                     | Джил Евері         | 1 епізод                                         |
| 2010       | Анатомія Грей                | Grey's Anatomy                       | Коррін Генлі       | 1 епізод                                         |
| 2011       |                              | Count Jeff                           | Коллін             | 3 епізоди                                        |
| 2011       |                              | Strictly Sexual: The Series          | Донна              | 1 епізод                                         |
| 2011       | Двійник                      | Ringer                               | Мері Кертіс        | 1 епізод                                         |
| 2012       |                              | Futurestates                         | Лора Келлер        | 1 епізод                                         |
| 2012       | Чоловіки                     | Husbands                             | сердита мама       | 2 епізоди                                        |
| 2013       |                              | Shelf Life                           | Реггі Енн          | 1 епізод                                         |
| 2013       |                              | Twisted Tales                        | Діанна             | 1 епізод                                         |
| 2014       |                              | The Glass Slipper Confessionals      | Дінь-Дінь          | 1 епізод                                         |
| 2014       |                              | Morganville: The Series              | Амелі              | мінісеріал                                       |
| 2016       |                              | Sunday Morning                       | Марсі              | 1 епізод                                         |
| 2016       | Червоні проти синіх          | Red vs. Blue                         | жінка Гріф (голос) | 1 епізод                                         |
| 2016       |                              | The Crooked Man                      | Грейс              | телефільм                                        |
| 2017       |                              | Oscar Pistorius: Blade Runner Killer |                    | телефільм, сценаристка                           |